# Niervaertprocessie

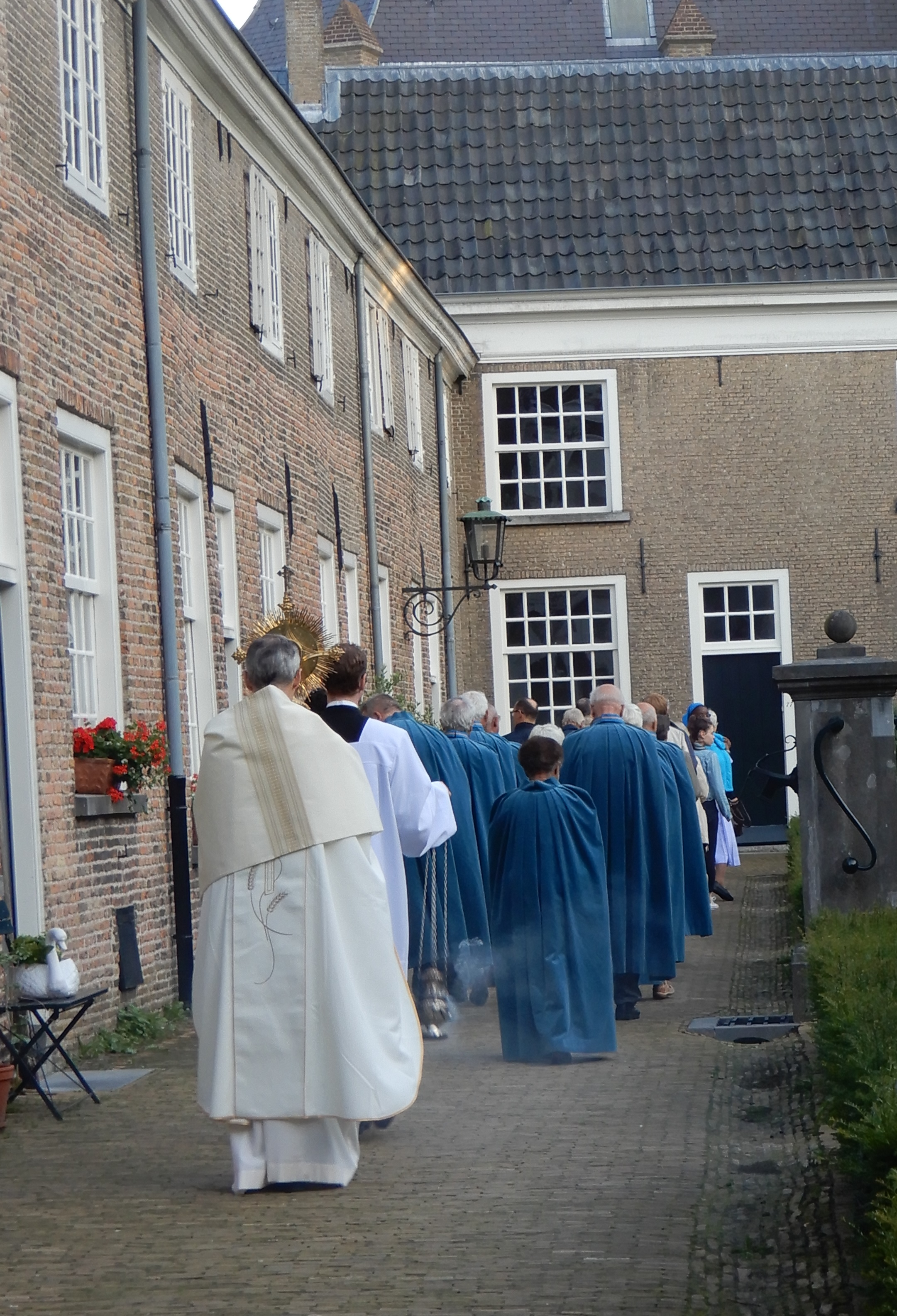
Processie op het Begijnhof Breda.

De Niervaertprocessie is een hedendaagse voortzetting van de middeleeuwse Kleine ommegang met het Sacrament van Niervaert, die gehouden werd in het centrum van Breda.
De processie wordt gehouden op Sacramentsdag, de tweede donderdag na Pinksteren. Sinds 2015 wordt de Niervaertprocessie voortgezet in de vorm van een Sacramentsprocessie op het Bredase Begijnhof.

## Geschiedenis
Omstreeks 1300 werd te Niervaert, tegenwoordig Klundert, een hostie gevonden waaruit bij aanraking bloed vloeide. De hostie werd door de pastoor naar de parochiekerk gebracht en al snel deden verhalen over wonderbare gebedsverhoringen de ronde. Omdat Niervaert herhaaldelijk door overstromingen geteisterd werd liet Jan IV van Nassau het Sacrament van Niervaert in 1449 overbrengen naar de Onze-Lieve-Vrouwekerk van Breda.
In 1463 werd een gilde opgericht ter verering van de hostie. Jaarlijks, op de zondag voor Sint-Jan, werd deze in een plechtige ommegang door de stad gedragen. De hostie is vermoedelijk tijdens de beeldenstorm zoekgeraakt. Ten tijde van de reformatie kwam ook een einde aan de Ommegang (Niervaertprocessie).

## Stille omgang
Tussen 1648 en 1983 was het voor katholieken verboden een processie te houden op de openbare weg. De middeleeuwse omgang kon in die periode slechts worden gehouden in de vorm van een Stille Omgang, zonder enig uiterlijk vertoon. Op zondag 18 juni 1916 werd in Breda voor het eerst officieel ter ere van het Sacrament van de Niervaart een stille omgang georganiseerd. Het werd een jaarlijkse traditie, op de zondag voor St. Jan om 5.00 uur in de ochtend. Dertig jaar later, in 1946 waren er niet minder dan 20.000 deelnemers. Na precies een halve eeuw vond in 1966 de laatste omgang plaats. Er liepen toen nog 600 mensen mee.

## Heropleving
In 1994 namen enkele geëngageerde mensen het initiatief om de route van de middeleeuwse omgang weer te gaan lopen. Zij richtten op 23 oktober van dat jaar een Broederschap op die na onderzoek besloot om in 2003 het historische Gilde van het Sacrament van Niervaert te heroprichten en de Niervaertprocessie in ere te herstellen.

## Jubileum 750 jaar Sacramentsdag

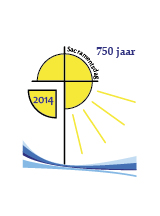
Logo 750 jaar Sacramentsdag 2014.

Het Gilde organiseerde in 2014 de herdenking van het jubileum van het 750-jarig bestaan van het hoogfeest van Sacramentsdag met een wetenschappelijk symposium in de Catharinakerk van het Bredase Begijnhof. De ontstaansgeschiedenis van dit feest - dat uitgroeide tot een van de meest uitbundig gevierde feesten van de Westerse Kerk - voert terug naar de dertiende-eeuwse ‘mystieke vrouwenbeweging’ in het bisdom Luik. De begijn Juliana van Cornillon introduceerde het nieuwe feest, dat in 1264 door paus Urbanus IV op de universele kerkelijke kalender werd geplaatst. De relatie tussen de begijnenbeweging en het feest van Sacramentsdag beperkt zich echter niet tot de ontstaansgeschiedenis van dit feest. Dat de begijnenbeweging door de eeuwen heen een opvallende eucharistische spiritualiteit heeft gekend bewijzen onder andere de begijnhofprocessies van Gent, Lier, Turnhout, Amsterdam en Breda.

## Sacramentsprocessie op het Begijnhof
Als vrucht van het jubileum van het 750-jarig bestaan van Sacramentsdag besloot het Gilde de Niervaertprocessie sinds 2015 te houden in de vorm van een Sacramentsprocessie op het Begijnhof. Het Gilde sluit daarbij aan bij de eeuwenlange traditie van Sacramentsverering op Begijnhoven.